# St. Michael (Berlin-Wannsee)

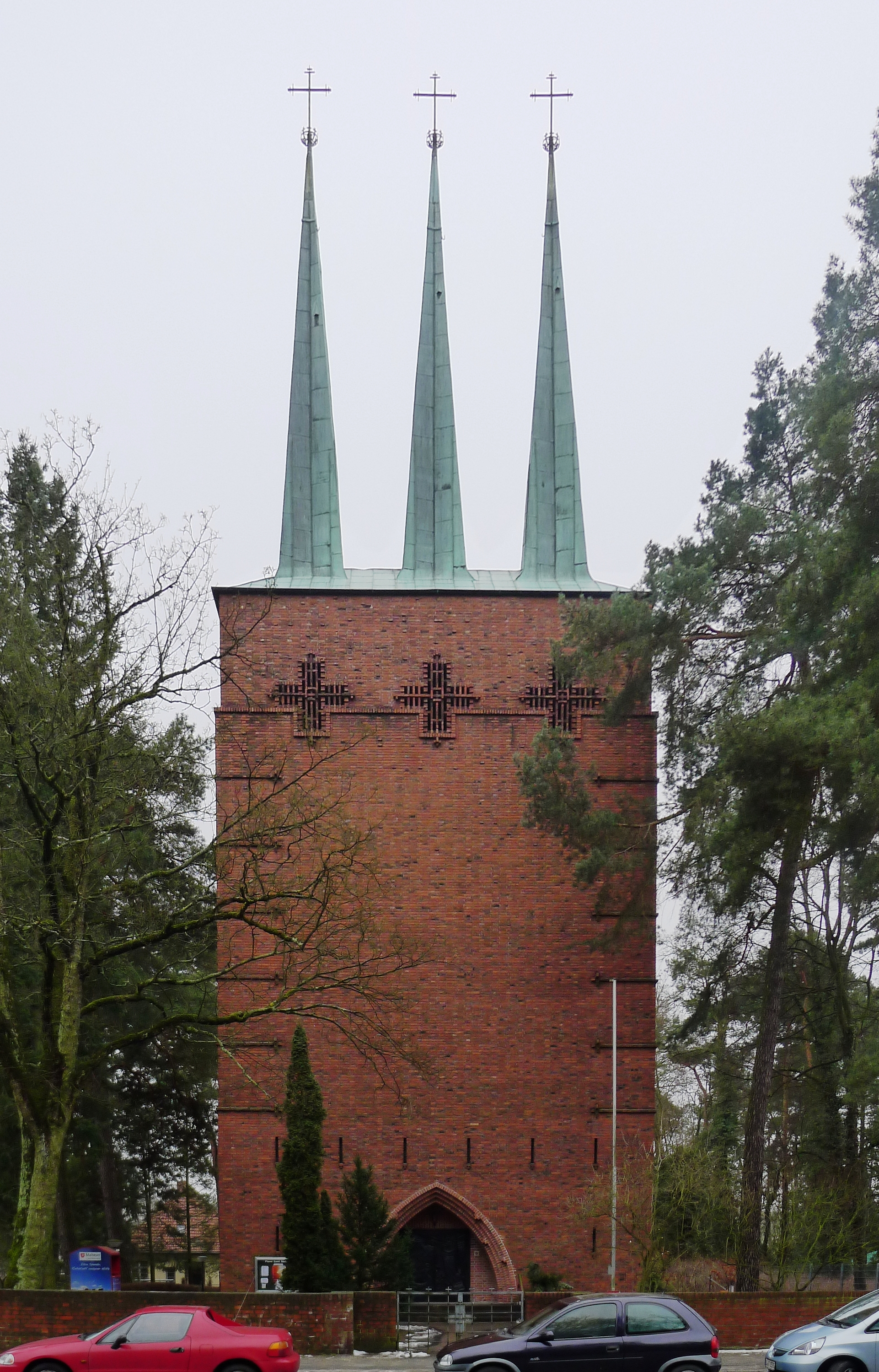
St. Michael

Die römisch-katholische Kirche St. Michael ist der früheste Kirchenbau Groß-Berlins im Architekturstil des Expressionismus. Der von Wilhelm Fahlbusch entworfene Bau steht in der Königstraße 43 im Berliner Ortsteil Wannsee des Bezirks Steglitz-Zehlendorf. Die 1926–1927 erbaute und am 12. Juni 1927 eingeweihte Kirche steht unter Denkmalschutz. Sie gehört zum Erzbistum Berlin.

## Geschichte

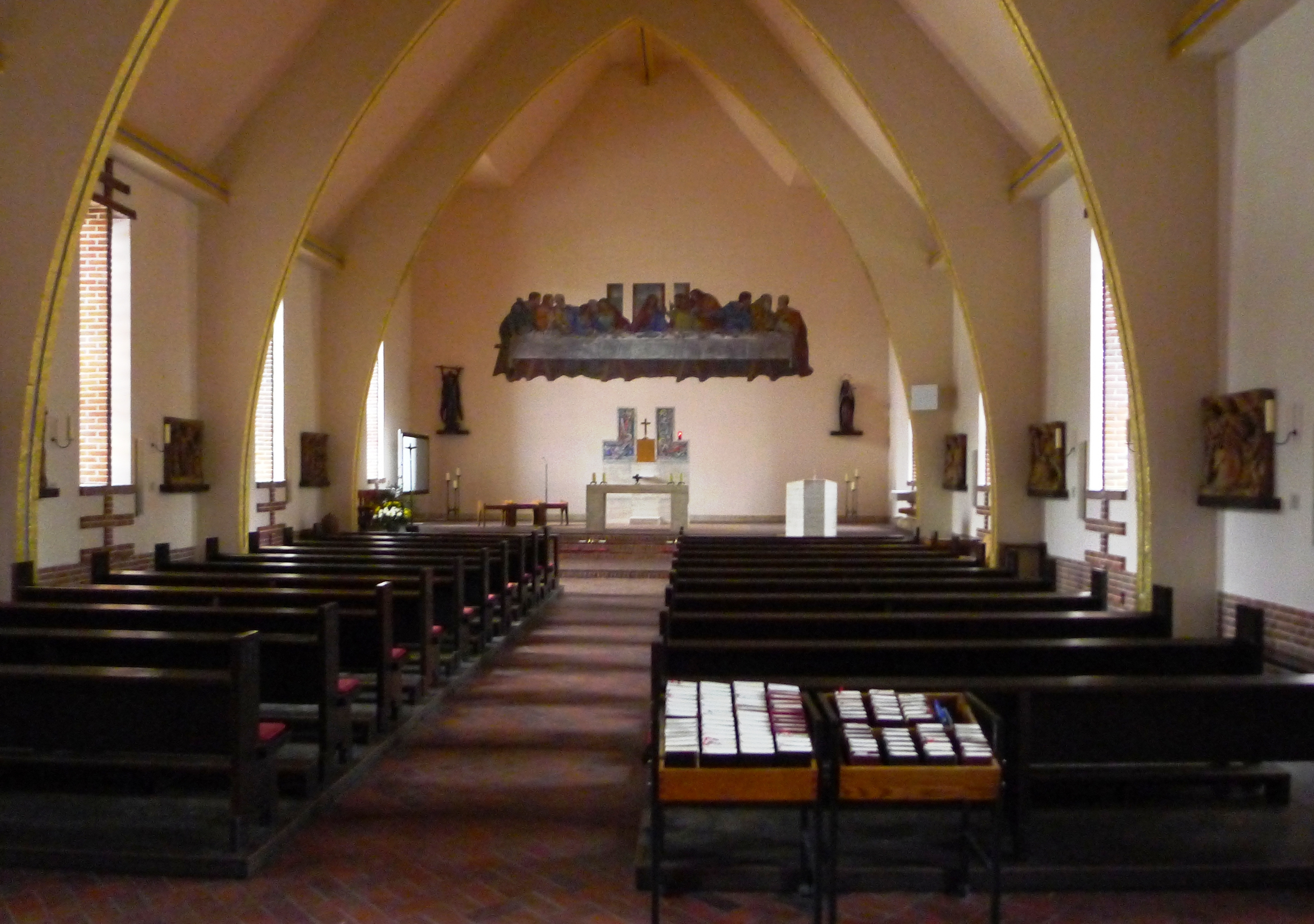
Blick auf den Altar

Bereits 1844 hatte König Friedrich Wilhelm IV. die Genehmigung zum Bau einer katholischen Kirche gegeben. Aber erst 1905 wurde eine Notkirche in Nowawes, einem Ortsteil von Babelsberg, errichtet. Der Pfarrer von St. Antonius hielt seit 1915 auch in Wannsee Gottesdienste ab, und zwar in der Aula der Conrad-Schule. Seit der Eröffnung des Bahnhofs Wannsee und der Wannseebahn im Jahr 1874 war die Zahl der Einwohner stark angewachsen. Für die Wannseer Katholiken wurde 1927 eine Kirche gebaut, nachdem wohlhabende Katholiken 1923 ein geeignetes Grundstück in der Königstraße erworben und eine bedeutende Summe für den Bau gespendet hatten. In der Kirchenchronik besonders erwähnt wird der Rittergutsbesitzer Ammelt, der das Grundstück zur Verfügung stellte, und der Generaldirektor des Stinnes-Konzerns, Friedrich Minoux, der den Bau der Kirche mit einem hohen Geldbetrag unterstützte. Minoux veranlasste, dass die Kirche mit ihren drei Spitzen, die ursprünglich eine Dreifaltigkeitskirche werden sollte, nach dem Erzengel Michael, dem Schutzpatron der Deutschen, vermutlich auch in Erinnerung an seinen Vater Michael Minoux, benannt wurde.
Die Michaelskirche wurde bis 1938 von St. Antonius aus betreut, dann erhielt sie ihren eigenen Seelsorger. St. Michael wurde am 1. November 1942 zur selbstständigen Kuratie der Mutterpfarrei St. Antonius in Babelsberg erhoben und 1949 zur selbstständigen Pfarrei. Am 28. Februar 2004 erfolgte die Fusion mit der Nachbargemeinde Zu den Heiligen Zwölf Aposteln in Nikolassee. Seit dem 31. Januar 2021 gehört St. Michael mit weiteren sechs Kirchen zur neu gegründeten Pfarrei Johannes Bosco – Berliner Südwesten.
Seit 2014 betreut Pfarrer Carl-Heinz Mertz von der Pfarrgemeinde Herz-Jesu in Berlin-Zehlendorf als Pfarradministrator die Gemeinde St. Michael in Wannsee.

## Baubeschreibung
Obwohl der Expressionismus die neuzeitliche Gestaltung im katholischen Kirchenbau prägte, blieben viele Kirchen historistisch-mittelalterlichen Konzeptionen verhaftet. So wurde St. Michael in der zeitgenössischen Presse zwar als moderner Bau gepriesen, doch stand bei ihr die Reminiszenz an baugeschichtliche Traditionen der Provinz Brandenburg im Vordergrund, was bunt gemischte Beispiele dokumentieren. Die Maße des Daches, die Schmalheit der Fenster und der hohe Querriegel des Turmes passen in die alte Zeit, das Innere des Baus entspricht aber dem Stil der neuen Zeit.

### Außenanlage
Die Saalkirche ist auch im Äußeren ein modernes Bauwerk. Keine Anbauten ragen über den längsrechteckigen Grundriss hinaus. Nur an der Rückseite an die flach schließende Wand des Chores befindet sich ein niedriger und schmaler Anbau für die Sakristei. Der mit braunroten Ziegeln verblendete Mauerwerksbau ist nach Süden ausgerichtet, um ihn neben dem Rathaus städtebaulich zur Geltung zu bringen. Der gesamte Bau steht auf einem sichtbar gelassenen Betonsockel. Dem Kirchenschiff ist im Norden ein querrechteckiger Turm in der Art eines Westbaus vorgelagert, dessen Baukörper nur im Glockengeschoss oberhalb eines Gesimses leicht zurückspringt.
Die Fassade ist fensterlos und hat ein breites spitzbogiges Portal. Die Seitenwände des Kirchenschiffs, das ein Satteldach trägt, haben vier gleich hohe Achsen mit zweibahnigen, hochrechteckigen Fenstern, die mit Ziegeln kreuzförmig geteilt sind. Die Wand der fünften Achse ist über die Dachtraufe hochgezogen und enthält ein bedeutend höheres Chorfenster.

### Geläut
In Höhe der Glockenstube befinden sich je drei kreuzförmige Durchbrüche an den Querseiten und je eine an den Schmalseiten des Querbaus, die mit dem Gesims verkröpft sind. Die Schmalseiten des Turmes sind durch gering vorstehende Ziegelstreifen gebändert, die ein kurzes Stück um die Ecke an die Fassade gezogen sind. Aus dem flachen Walmdach des Turms wachsen drei Spitzhelme, die genau über den kreuzförmigen Durchbrüchen sitzen, ohne architektonische Überleitung hervor. Die auf jeder Seite eingewinkelten Spitzhelme bilden ein Faltdach. Im Turm hingen drei Gussstahlglocken, die 1927 von Schilling & Lattermann gegossen wurden.
| Name    | Schlagton | Gewicht (kg) | Durchmesser (cm) | Höhe (cm) | Inschrift |
| ------- | --------- | ------------ | ---------------- | --------- | --- |
| Michael | d′        | 2200         | 180              | 152       | HEILIGER ERZENGEL MICHAEL, VERTEIDIGE UNS IM KAMPF.                                                                                       |
| Maria   | f′        | 1300         | 148              | 123       | ST. MARIA, MUTTER GOTTES UND MAGD, ALL UNSERE NOT SEI DIR GEKLAGT.                                                                        |
| Paulus  | g′        | 0900         | 132              | 110       | WENN ICH DIE SPRACHE DER ENGEL UND MENSCHEN REDETE, HÄTTE ABER DIE LIEBE NICHT, SO WÄRE ICH EIN TÖNENDES ERZ ODER EINE KLINGENDE SCHELLE. |

Die Maria-Glocke wurde bereits 1990 durch eine Bronzeglocke (Gewicht 414 kg) ersetzt, nachdem die Gussstahlglocke 1981 abgestürzt war. Die Stahlglocken Paulus und Michael wurden ebenfalls wegen beginnender Materialversprödung gegen Bronzeglocken ausgetauscht. Die neuen Glocken (Paulus-Glocke mit 1.060 kg und Michael-Glocke mit 600 kg) wurden am 22. Februar 2013 von der Firma Petit & Gebr. Edelbrock in Gescher, Nordrhein-Westfalen, gegossen. Die Glockenweihe fand am Ostermontag 2013 in St. Michael statt. Die alten Stahlglocken stehen seitdem auf der rechten Seite vor dem Hauptportal der Kirche. Die Bronzeglocken wurden von Gemeindemitgliedern und Freunden der Gemeinde, initiiert vom Verein der „Freunde von St. Michael“, finanziert.

### Innenraum
Der Innenraum wird durch vier in weitem Abstand angeordnete, in den Raum ragende Stützen aus Stahlbeton in fünf Joche unterteilt. Sie haben an der Außenkante die Form des Giebeldreiecks über der Traufhöhe und tragen das Dach, während sie nach innen zur Firstpfette spitzbogig zusammenlaufen. Die Traufbalken und der Firstbalken unter der Dachschalung springen nach innen vor. Das letzte Joch des Langhauses, der nicht eingezogene Altarraum, wächst nach oben aus der Schräge des Daches hinaus. Dadurch entsteht der Eindruck eines Querschiffes, das aber seitlich nicht über das Langhaus hinausragt. Die Wände über einem Ziegelsockel sind verputzt.

## Ausstattung
Die Kreuzwegstationen im Kirchenschiff, die Holzplastiken des Erzengels Michael und der Muttergottes mit Christkind im Chorraum sowie die singenden Engel an der Brüstung der Empore als auch die Holzportaltüren mit dem Relief „St. Michael im Kampf mit dem Drachen“ stammen von Otto Hitzberger, die Pietà im Vorraum der Kirche von Carl Blümel.
Für den neuen Kirchenbau schuf der Künstler Heinrich Schelhasse 1927 vier Mosaike für den Hochaltar, die die vier Erzengel zeigen, sowie eine sich an der Wand über dem Hochaltar monumental erhebende Adaption des letzten Abendmahls von Leonardo da Vinci in Al-Secco-Technik.
Bei der Umgestaltung des Altarraums 1972 wurden die Seitenaltäre entfernt und der Altartisch vom Hochaltar getrennt und nach vorne gezogen. Auf der Empore über der Vorhalle wurde erst 1990 eine aus Heidelberg übernommene Orgel der Firma Walcker aufgestellt.
In den Jahren 2001/2002 wurde der Innenraum in Hinblick auf das 75-jährige Jubiläum renoviert. Die Innenwände wurden in den ursprünglichen Farben gestrichen und die Rundbögen in der Mitte vergoldet.

### Teppiche
Drei Teppiche von Heinrich Schelhasse wurden in der Teppichfabrik Karl Hozák in Nowawes, heute Potsdam-Babelsberg, gewoben. Sie sind auf das dunkle Rot der Klinkerziegel am Fußboden sowie auf die Stufen des Altarraumes abgestimmt und runden das Bild des Kirchenraumes farblich ab. In der Kirche ist nur noch ein Originalteppich mit den Symbolen der vier Evangelisten vorhanden, der sich jetzt hinter dem Ambo im Chorraum befindet. Zwei kleinere Bildteppiche, die einst vor den Seitenaltären lagen, gelten als verschollen.

### Weißer Travertin als neue Sachlichkeit
Der Taufstein ist ein Travertinkubus mit einem Deckel aus Edelstahl. Er steht seit 1927 an der rechten Rückwand der Kirche. Er ist beschriftet mit den Worten aus dem Markusevangelium, Kapitel 16, Vers 15: „Gehet hin und taufet alle Völker im Namen des Vaters, des Sohnes und des Heiligen Geistes.“ (Markus 16,15 )